# Gajim
Gajim és un client de programari lliure de missatgeria instantània para XMPP/Jabber que fa ús del toolkit GTK. Funciona en GNU/Linux, BSD i Windows.

## Objectiu
L'objectiu del projecte Gajim és proveir un client XMPP fàcil d'usar i ple de prestacions per als usuaris de GTK. Gajim no requereix GNOME per a funcionar, encara que ho fa perfectament sota un entorn GNOME.

## Prestacions de Gajim
- Finestres de xat amb pestanyes
- Salons de conversa (amb el protocol MUC)
- Emoticones(animats i estàtics), Avatars, Transferències d'arxius, capturador d'URLs, Marcadors
- Suport de metacontactes.
- Icona en l'àrea de notificació
- Suport TLS i GPG (amb suport SSL)
- Suport de registre de transports
- Navegador de Serveis incloent Nodes
- Integració amb Wikipedia (diccionari i sistema de recerca)
- Suport de múltiples comptes
- Capacitats D-Bus
- Extenses funcionalitats d'administració d'historials de xat
- Consola XML
- Està disponible en diverses idiomes, entre ells l'espanyol

## Prestacions de la xarxa
Ja que XMPP permet passarel·les cap a altres serveis, que suporten molts servidors, pot també connectar a les xarxes de Yahoo! Messenger, AIM, ICQ i .NET Messenger Service. Altres serveis disponibles usant les passarel·les dels servidors inclouen sindicació de notícies RSS i ATOM, enviament de missatges SMS a xarxes de telefonia mòbil i parts meteorològics. Per a més informació consulta XMPP/Jabber.